# Phạm Tịnh
Phạm Tịnh sinh năm 1944, quê ở Hà Nam, là nhạc sĩ Việt Nam, được tặng Giải thưởng Nhà nước về Văn học Nghệ thuật năm 2017.

## Tiểu sử
Phạm Tịnh sinh ngày 22 tháng 6 năm 1944 tại Duy Tiên, Hà Nam. Lên 1 tuổi ông theo gia đình định cư ở Lạng Sơn.
Phạm Tịnh nhập ngũ năm 1963. Từ năm 1970 đến 1973, ông theo học chuyên ngành sáng tác hệ đại học chính quy tại Nhạc viện Hà Nội. Năm 1974, ông về Đoàn Nghệ thuật Công an nhân dân vũ trang. Năm 1975, ông chuyển về công tác tại Cục Chính trị thuộc Bộ Tư lệnh Biên phòng. 
Từ 1978 đến 1980, ông là biên tập viên Chương trình Ca nhạc dành cho chiến sĩ nơi biên cương và hải đảo của Đài Tiếng nói Việt Nam. Từ 1981 đến 1989, Phạm Tịnh là nhạc sĩ sáng tác của Cục chính trị Bộ tư lệnh Bộ đội Biên phòng. Từ 1989, Phạm Tịnh chuyển sang làm việc tại Ban Văn nghệ Đài Truyền hình Việt Nam cho đến khi nghỉ hưu.

## Sự nghiệp
Năm 1963, khi là chiến sĩ Công an nhân dân vũ trang, Phạm Tịnh đã tập sáng tác và cho ra đời ca khúc “Tuổi trẻ trên đường biên giới”. Sau ngày dự lớp sáng tác ca khúc do Bộ Tư lệnh mở, Phạm Tịnh đã có “Bên cầu Long Biên”, “Ta gác cho Người - Người gác cả non sông” (lời thơ của Nguyễn Ngọc Châu, Chủ nhiệm Chính trị Công an nhân dân vũ trang thời đó).
Phạm Tịnh là nhạc sĩ có thiên hướng khai thác những yếu tố dân gian của các tộc người thiểu số ở khu vực phía Bắc Việt Nam để đưa vào tác phẩm. Tác phẩm của anh có giọng điệu riêng, mỗi dân tộc anh đều có sự khắc họa riêng. Có thể kể một số ca khúc tiêu biểu của ông như: Lạng Sơn quê tôi, Đu đu điềng điềng, Đi chợ vùng cao, Nòn đắc nòn đi, Sli lượn tìm nhang, Tính then trảy hội lùng tùng, Điều chưa thấy trong văn tự người Dao, Tình yêu từ chân ruộng bậc thang, Trăng đầu núi, Xuống chợ, Bức tranh thổ cẩm, Những bông đỏ của rừng… Đặc biệt Bài ca nông dân Việt Nam là ca khúc truyền thống của Hội Nông dân Việt Nam.
Phạm Tịnh còn thành công trong các tác phẩm âm nhạc viết cho múa như Phiên chợ vùng cao (múa Pà Thẻn), Những bông đỏ của rừng... (múa "Nguồn cội" theo tích truyện "Chống tàng sành" của dân tộc Cao Lan).
Ông đã xuất bản: Tuyển tập ca khúc Lạng Sơn quê tôi (NXB Âm nhạc, 1995), Tuyển chọn ca khúc Phạm Tịnh kèm băng âm thanh (NXB Âm nhạc, 1996).
Ông đã dành được các giải thưởng âm nhạc: Giải Nhất Hội Nhạc sĩ Việt Nam năm 1999 ca khúc Điều chưa thấy trong văn tự người Dao; Giải Ba Hội Nhạc sĩ Việt Nam năm 2005 ca khúc Từ chân ruộng bậc thang. Ông cũng đã được Bộ Văn hóa - Thông tin trao tặng Bằng chứng nhận Nhạc sĩ có nhiều sáng tạo trong Hội diễn Ca Múa Nhạc chuyên nghiệp năm 1999 và Bằng chứng nhận Nhạc sĩ đóng góp có hiệu quả trong Hội diễn Ca Múa Nhạc chuyên nghiệp năm 2004.
Gần đây, vào tháng 4 năm 2024, tại Lễ khai mạc “Tuần Văn hóa - Du lịch” tỉnh Bắc Kạn, chương trình nghệ thuật với chủ đề “Nơi đầu nguồn sông Cầu", trong đó phần âm nhạc là của Phạm Tịnh cùng với màn trình diễn di sản văn hóa phi vật thể quốc gia múa bát của 1.000 nghệ nhân, học sinh đã tạo nên những dấu ấn đặc sắc.
Năm 2017, ông được tặng Giải thưởng Nhà nước về Văn học Nghệ thuật với các ca khúc Điều chưa thấy trong văn tự người Dao, Từ chân ruộng bậc thang.

## Tác phẩm chính

### Ca khúc
- Lạng Sơn quê tôi,
- Đu đu điềng điềng,
- Đi chợ vùng cao,
- Nòn đắc nòn đi,
- Sli lượn tìm nhang,
- Tính then trảy hội lùng tùng,
- Điều chưa thấy trong văn tự người Dao,
- Tình yêu từ chân ruộng bậc thang,
- Trăng đầu núi,
- Xuống chợ,
- Bức tranh thổ cẩm,
- Những bông đỏ của rừng
- Bài ca nông dân Việt Nam...

### Nhạc cho múa
- Phiên chợ vùng cao (múa Pà Thẻn),
- Những bông đỏ của rừng (múa của dân tộc Cao Lan)

### Tuyển tập
- Tuyển tập ca khúc Lạng Sơn quê tôi (NXB Âm nhạc, 1995)
- Tuyển chọn ca khúc Phạm Tịnh kèm băng âm thanh (NXB Âm nhạc, 1996)

## Giải thưởng
- Giải Nhất Hội Nhạc sĩ Việt Nam năm 1999 ca khúc Điều chưa thấy trong văn tự người Dao
- Giải Ba Hội Nhạc sĩ Việt Nam năm 2005 ca khúc Tình yêu từ chân ruộng bậc thang.
- Nhạc sĩ có nhiều sáng tạo trong Hội diễn Ca Múa Nhạc chuyên nghiệp năm 1999
- Nhạc sĩ đóng góp có hiệu quả trong Hội diễn Ca Múa Nhạc chuyên nghiệp năm 2004

## Vinh danh
- Giải thưởng Nhà nước về Văn học Nghệ thuật (2017)
- Chương trình Văn học nghệ thuật của Đài truyền hình Việt Nam cuối năm 2022 có một phóng sự riêng về ông: Nhạc sĩ Phạm Tịnh - Người con của núi.[1]